# 中津市立小幡記念図書館
中津市立小幡記念図書館（なかつしりつおばたきねんとしょかん）は、大分県中津市片端町1366にある公共図書館。本館と4分館の5施設からなる中津市立図書館の本館である。
1909年（明治42年）には前身の中津図書館が開館し、1912年（明治45年）には財団法人小幡記念図書館に改称した。1938年（昭和13年）には近代建築の新館が建てられ、1947年（昭和22年）には中津市に移管されて中津市立小幡記念図書館となった。1993年（平成5年）には槇総合計画事務所（槇文彦）設計で現行館が開館した。

## 歴史

### 初代の建物（1909年～1938年）
福澤諭吉の後を継いで慶應義塾社頭を務めた小幡篤次郎の遺言により、小幡から土地・家屋・蔵書の一部が寄贈され、1909年（明治42年）11月14日に中津図書館が開館した。大分県においては1902年（明治35年）開館の大分県立図書館に次ぐ歴史を有する。3年後の1912年（明治45年）1月10日には財団法人小幡記念図書館に改称した。

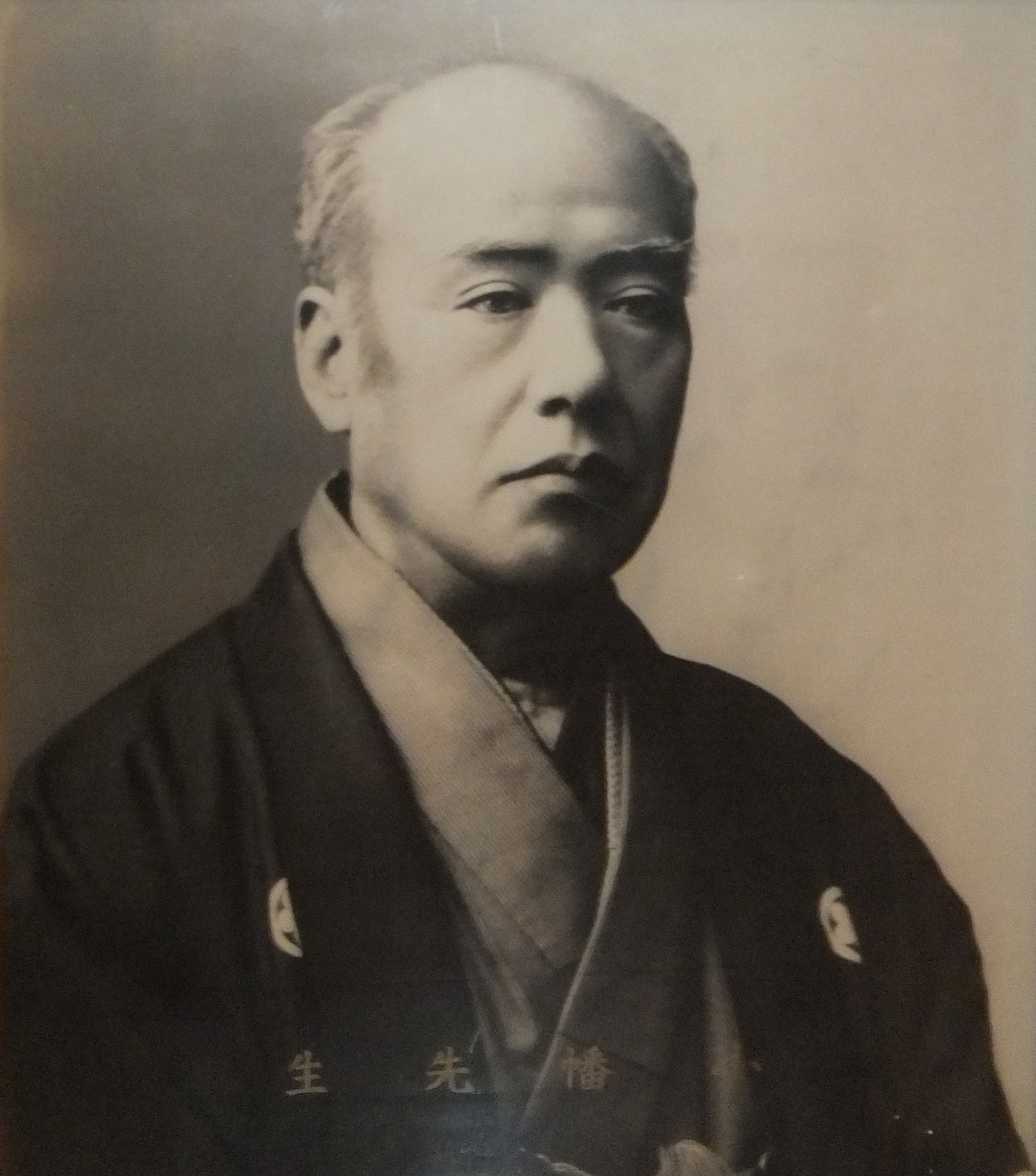
小幡篤次郎

### 旧館時代（1938年～1992年）
1938年（昭和13年）6月1日、財団法人小幡記念図書館の新館として木造2階建の近代建築が建てられた。設計者は不詳。1947年（昭和22年）1月1日には財団法人から中津市に移管されて中津市立小幡記念図書館となった。
1974年（昭和49年）6月16日、移動図書館車の運行を開始した。

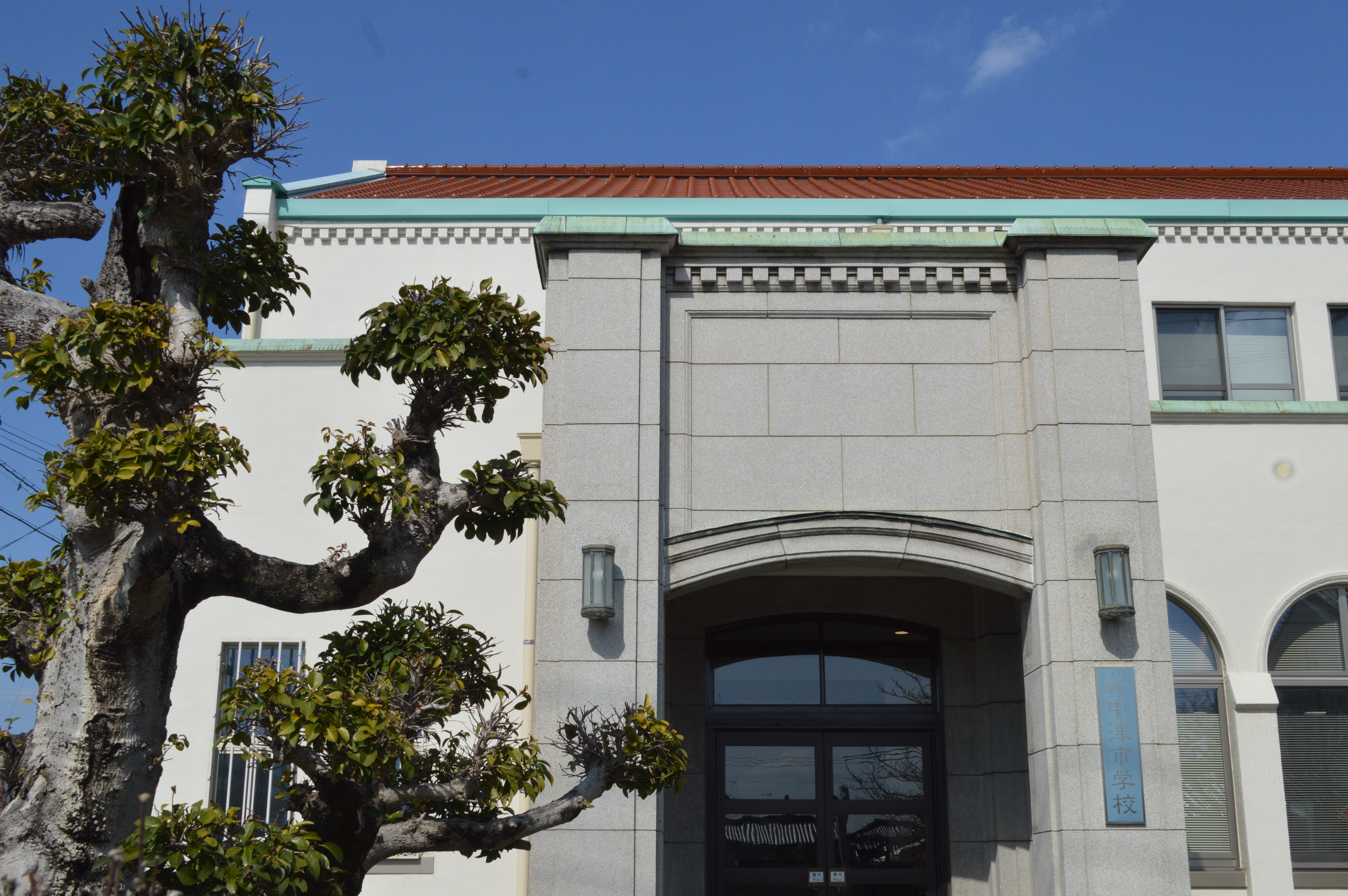
旧館の玄関

### 現行館時代（1993年～）
施設の狭隘化が進んだことから、1993年（平成5年）4月23日には片端町に槇総合計画事務所（槇文彦）設計で中津市立小幡記念図書館の新館が開館した。
現行館は1995年（平成7年）に日本図書館協会建築賞を受賞し、1998年（平成10年）に公共建築百選に選定された。慶應義塾大学の附属研究所である慶應義塾福沢研究センターと連携している。2003年（平成15年）4月には新築移転10周年記念行事を開催した。
2005年（平成17年）3月1日には下毛郡三光村、本耶馬渓町、耶馬溪町、山国町を編入し、組織としての中津市立図書館は中津市立小幡記念図書館と4分館からなる体制となった。2009年（平成21年）10月から11月には図書館創立100周年記念事業を開催した。
2023年（令和5年）10月15日、移転30周年記念講演会として絵本作家の長谷川義史の講演会が開催された。